# Classe Saryu

La classe Saryu  est une série de  Frégates de patrouille  construite au Goa Shipyard pour la marine indienne. Ces navires sont capables de surveiller et de surveiller l'océan et peuvent maintenir le contrôle des voies de navigation. Ils peuvent également être déployés pour assurer la sécurité des installations pétrolières offshore et d'autres ressources navales. Deux unités ont été destinés à la marine srilankaise.

## Historique
La classe Saryu est dérivée des navires de la classe Sankalp construits pour la Garde côtière indienne. Les navires ont été conçus par l'équipe de conception interne du chantier naval indien et construits à un coût de 24,52 milliards de livres sterling (équivalent à 44 milliards de dollars ou 620 millions de dollars américains en 2019). Les navires sont propulsés par deux moteurs diesel SEMT Pielstick d'une puissance combinée de 21.725 chevaux, chacun entraînant une hélice à pas variable Wärtsilä WCP 5C10 via une boîte de réduction.
Le premier navire, l' INS Saryu, a été lancé le 30 mars 2009 en présence du chef d'état-major de la marine, l'amiral Sureesh Mehta. L' INS Saryu a été remis à la Marine le 21 décembre 2012 et a été mis en service le 21 janvier 2013 à Vasco daGama, par le commandant en chef de l'Andaman and Nicobar Command (en)  aux Îles Andaman-et-Nicobar.
Le deuxième navire, l'INS Sunayna, a été remis à la marine indienne le 2 septembre 2013. Les trois navires restants ont été livrés par la suite avec un intervalle de six mois chacun. L' INS Sumitra, le quatrième et dernier navire, a été livré à la Marine le 16 juillet 2014. Deux navires ont été livrés à la Marine srilankaise en 2017 et 2018.

## Unités
| Nom            | N° de série | Quille            | Lancement        | Mis en service   | Remarque          | Photo |
| -------------- | ----------- | ----------------- | ---------------- | ---------------- | ----------------- | ----- |
| INS Saryu      | P54         | 15 décembre 2006  | 30 mars 2009     | 21 janvier 2013  | Inde Port Blair   |       |
| INS Sunayana   | P57         | 25 septembre 2007 | 14 novembre 2009 | 15 octobre 2013  | Inde Kochi        |       |
| INS Sumedha    | P58         | 7 mai 2008        | 21 mai 2011      | 14 janvier 2014  | Inde Port Blair   |       |
| INS Sumitra    | P59         | 28 avril 2010     | 6 décembre 2010  | 4 septembre 2014 | Inde Chennai      |       |
| SLNS Sayurala  | P623        | 10 septembre 2014 | 11 juin 2016     | 2 août 2017      | Sri Lanka Colombo |       |
| SLNS Sindurala | P624        | 9 mai 2015        | 2 mai 2017       | 18 avril 2018    | Sri Lanka Colombo |       |

## Galerie

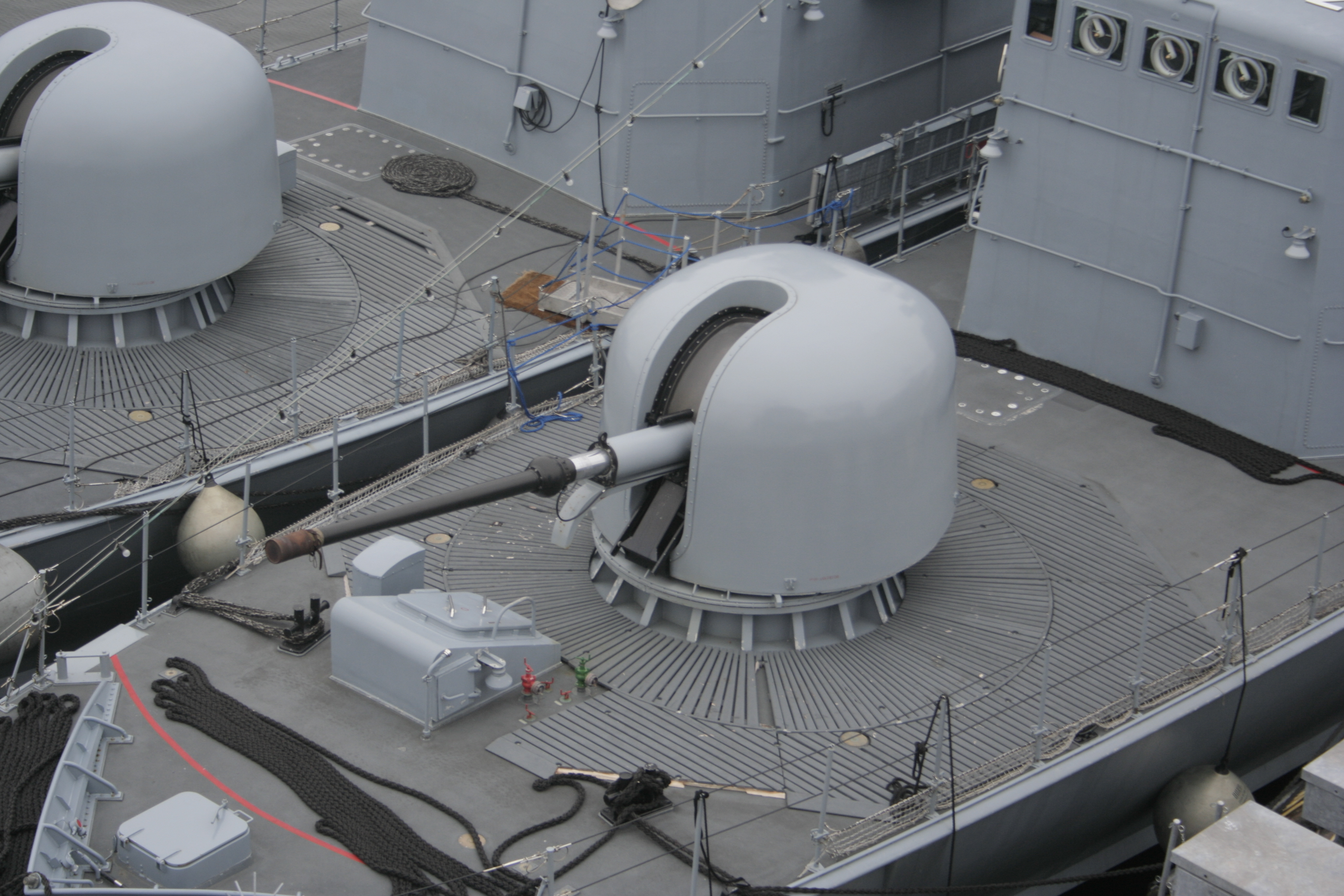
Otobreda compact de 76 mm
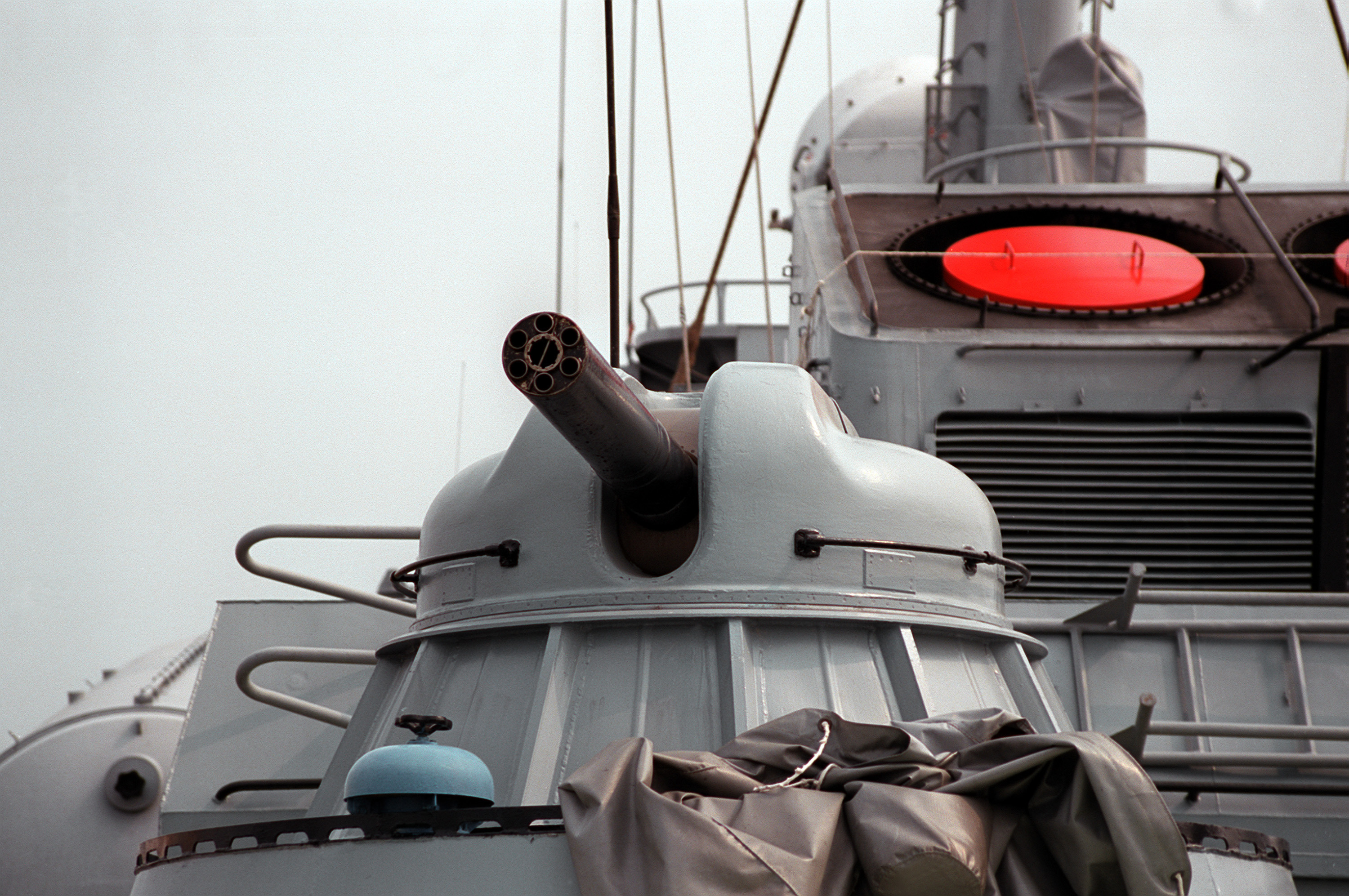
AK-630 CIWS de 30 mm
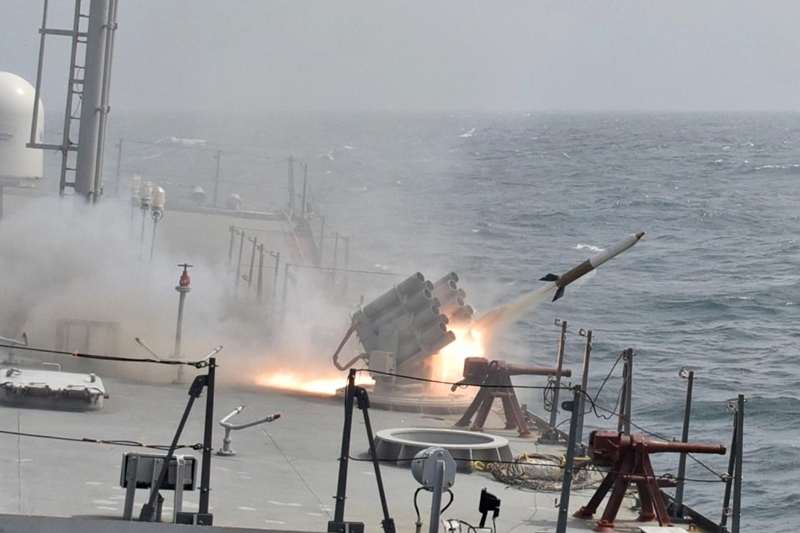
Lanceur Kavach
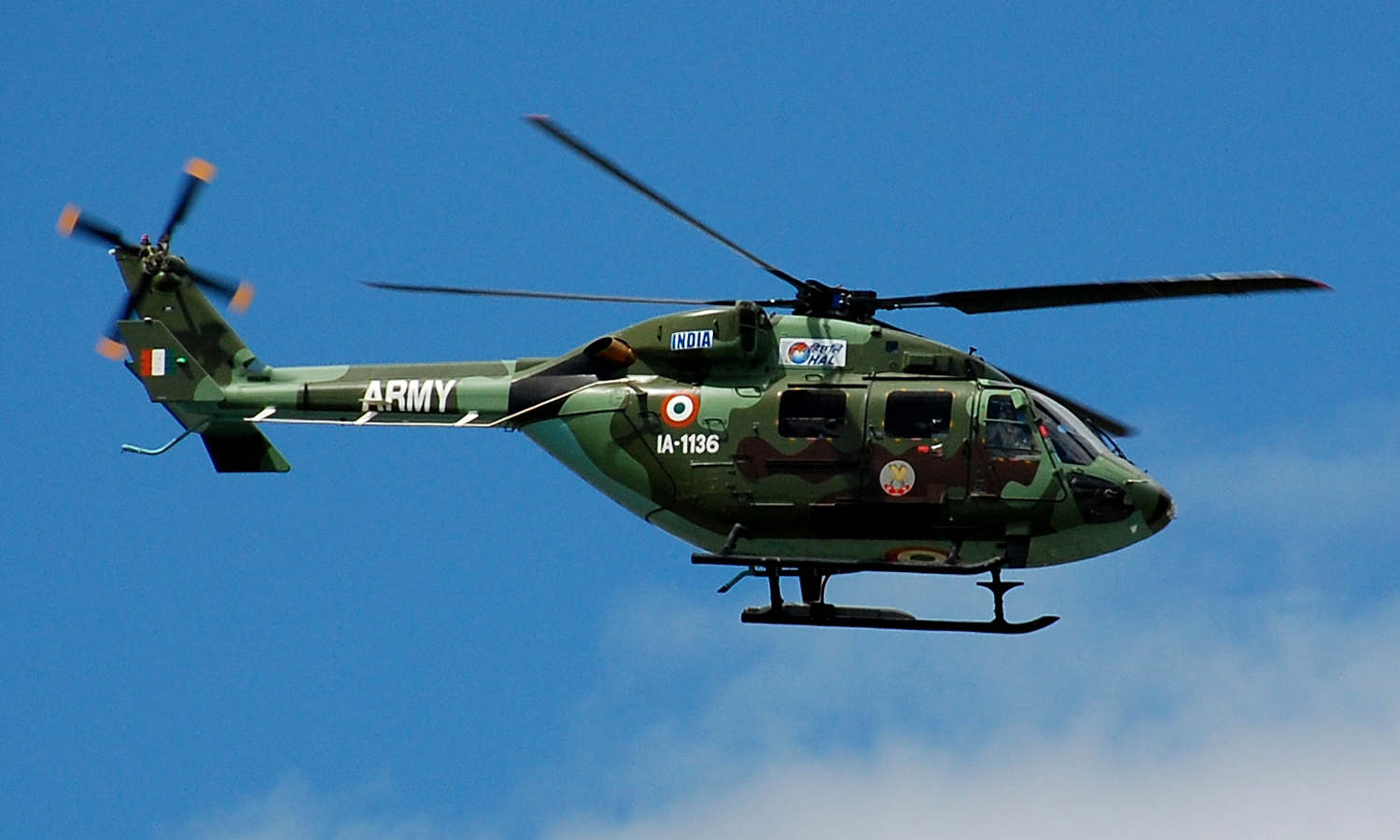
HAL Dhruv